# Rivière Bourlamaque
Pour les articles homonymes, voir Bourlamaque (homonymie).
La rivière Bourlamaque est un affluent de la rive est du lac Blouin, coulant dans la ville de Val d'Or, dans la municipalité régionale de comté (MRC) de La Vallée-de-l'Or, dans la région administrative du Abitibi-Témiscamingue, au Québec, au Canada. Le cours de la rivière Bourlamaque traverse les cantons de Laubanie, Sabourin, Bourlamaque et Senneville.
La foresterie est l'activité principale de ce bassin versant. Les activités récréotouristiques arrivent en second.
La surface de la rivière Bourlamaque est généralement gelée de la mi-décembre à la mi-avril.

## Géographie

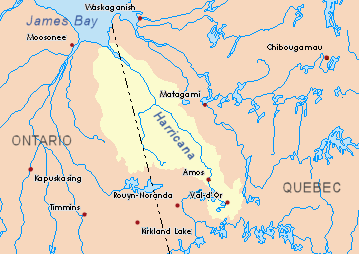
Bassin hydrographique de la rivière Harricana

Les bassins versants voisins de la rivière Bourlamaque sont :
- côté nord : lac Senneville, rivière Senneville, rivière Courville ;
- côté est : rivière Colombière, rivière Laverdière, rivière Sabourin, lac Sabourin, rivière Marrias ;
- côté sud : lac Sabourin, rivière des Outaouais, rivière Kânitawigamitek ;
- côté ouest : lac Blouin, lac De Montigny, Baie Carrière de la rivière des Outaouais.

Le lac Sylvain (longueur : 1,5 km ; altitude : 342 m) constitue le lac de tête de la rivière Bourlamaque. L'embouchure du lac Sylvain est situé à :
- 2,1 km à l'est de la Baie Carrière qui constitue une extension vers le nord de la rivière des Outaouais ;
- 14,1 km au sud-est de la Baie Noire qui est au sud de la rivière Lemoine ;
- 27 km au sud du Lac De Montigny ;
- 29,6 km au sud du Lac Blouin ;
- 41,5 km au sud de l'embouchure de la rivière Bourlamaque avec le lac Blouin ;
- 28 km au sud du centre-ville de Val-d'Or.

À partir de l'embouchure du lac Sylvain, la rivière Bourlamaque coule sur 71,1 km, selon les segments suivants :
Partie supérieure de la rivière Bourlamaque (segment de 25,6 km)
- 5,1 km vers le nord-est en traversant une zone de marais, jusqu'à un ruisseau (venant du sud-est) ;
- 8,8 km vers le nord en recueillant plusieurs ruisseaux et en traversant des zones de marais en fin de segment, jusqu'à la rive sud du lac Marmette ;
- 4,4 km vers le nord en traversant le lac Marmette (altitude : 317 m) sur sa pleine longueur ;
- 5,0 km vers le nord-est, en coupant la route 397, jusqu'à la rive sud du lac Bourlamaque ;
- 2,3 km vers le nord en traversant le lac Bourlamaque (altitude : 317 m) sur sa pleine longueur.

Partie intermédiaire de la rivière Bourlamaque (segment de 27,7 km)
À partir de l'embouchure du lac Bourlamaque, la rivière Bourlamaque coule sur :
- 5,4 km vers le nord en traversant le lac Langis (longueur : 2,1 km ; altitude : 318 m) sur sa pleine longueur et en passant à l'est de l'aéroport de Val-d'Or, jusqu'à un ruisseau (venant de l'ouest) ;
- 4,1 km vers le nord-est, jusqu'au chemin du lac Langis (7e rue) ;
- 2,6 km vers l'est en formant une boucle vers le sud en zone de marais, jusqu'à la rivière Sabourin (venant du sud-est) ;
- 7,7 km vers le nord-est en passant à l'est d'un Parc industriel de Val-d'Or, jusqu'à la route 117 ;
- 7,9 km vers le nord-ouest en coupant le chemin de fer du Canadien National et le chemin du Parc Industriel, jusqu'à la décharge du lac Langlade (venant de l'ouest) ;

Partie inférieure de la rivière Bourlamaque (segment de 17,8 km)
- 7,8 km vers le nord-ouest en recueillant les eaux de la décharge du lac Herbin et la décharge du lac Fortmac, jusqu'à la rivière Colombière (venant de l'Est) ;
- 7,0 km vers le nord en traversant la partie nord-est du lac Colombière et en recueillant quelques ruisseaux, jusqu'à la confluence de la rivière Laverdière (venant du nord-est) ;
- 3,0 km vers l'ouest en recueillant la décharge du lac Dutertre, jusqu'à son embouchure[2].

La rivière Bourlamaque se déverse sur la rive est du lac Blouin à :
- 22,3 km à l'est de la décharge de la rivière Harricana sur la rive est du lac Malartic ;
- 3,2 km au nord-est de l'embouchure du lac Blouin qui constitue le lac de tête de la rivière Harricana ;
- 13,4 km au nord-est du centre-ville de Val d'Or ;
- 43,6 km au sud-est du centre du village de Senneterre ;
- 24,8 km au sud-est du lac Pascalis.

## Toponymie
Le toponyme « rivière Bourlamaque » a été officialisé le 5 décembre 1968 à la Commission de toponymie du Québec.